# Gontran de Lichtervelde
Le comte Gontran de Lichtervelde, né le 17 décembre 1849 à Gand et mort le 28 mars 1905 à Berne, est un diplomate et politicien belge, ambassadeur de Belgique aux États-Unis de 1896 à 1901.

## Biographie
Après un diplôme de droit à l'université catholique de Louvain en 1872, il fut nommé attaché à la délégation belge aux États-Unis en 1873, puis deuxième secrétaire à Vienne en 1874. Il épouse Marguerite de Spangen en 1876, puis est nommé premier secrétaire à Stockholm en 1879, au ministère des Affaires étrangères en 1882, comme conseiller de la légation à Rome et au Vatican en 1884 lorsque la Belgique reprit ses relations diplomatiques avec le Saint-Siège; Nommé à nouveau à Vienne en 1889, il rentre en Belgique en 1892 et se présente au Sénat pour la province de Hainaut mais est battu deux fois par des coalitions socialistes.

## Ambassadeur aux États-Unis
En 1896, il est nommé envoyé extraordinaire et ministre plénipotentiaire aux États-Unis, poste qu'il occupera jusqu'en 1901. Durant son séjour, il accueillera notamment la visite du prince Albert, futur roi des Belges, sous la présidence de William McKinley, ainsi que la fondation de la Trinity Washington University par les Sœurs de Notre-Dame de Namur en 1897.

## Écrits
- Les légendes de l'inconnu géographique, Bruxelles, P. Lacomblez, 1903
- « Traditions d'un vieux château : notice historique sur la Follie à Ecaussinnes d'Enghien », dans Annales du Cercle archéologique du canton de Soignies (ACACS), t. V, 1920, p. 9-72